# Campionati europei di nuoto 2010 - 10 km femminili
La gara si è svolta il 5 agosto 2010 e vi hanno partecipato 30 atlete.

## Medaglie
| Posizione | Atleta            | Paese       |
| --------- | ----------------- | ----------- |
| Oro       | Linsy Heister     | Paesi Bassi |
| Argento   | Giorgia Consiglio | Italia      |
| Bronzo    | Angela Maurer     | Germania    |

## Classifica
| Pos. | Atleta                 | Nazionalità | Tempo       | Distacco    |
| ---- | ---------------------- | ----------- | ----------- | ----------- |
|      | Linsy Heister          | Paesi Bassi | 2:01:06.7   |             |
|      | Giorgia Consiglio      | Italia      | 2:01:07.6   | 0.9         |
|      | Angela Maurer          | Germania    | 2:01:08.2   | 1.5         |
| 4    | Aurélie Muller         | Francia     | 2:01:09.3   | 2.6         |
| 5    | Jana Pechanova         | Rep. Ceca   | 2:01:10.2   | 3.5         |
| 6    | Olga Beresnyeva        | Ucraina     | 2:01:10.3   | 3.6         |
| 7    | Éva Risztov            | Ungheria    | 2:01:16.2   | 9.5         |
| 8    | Alice Franco           | Italia      | 2:01:25.3   | 18.6        |
| 9    | Martina Grimaldi       | Italia      | 2:01:30.8   | 24.1        |
| 10   | Nadine Reichert        | Germania    | 2:01:32.4   | 25.7        |
| 11   | Karla Sitic            | Croazia     | 2:01:32.5   | 25.8        |
| 12   | Kalliopi Araouzou      | Grecia      | 2:01:36.8   | 30.1        |
| 13   | Ophelie Aspord         | Francia     | 2:01:42.3   | 35.6        |
| 14   | Marianna Lymperta      | Grecia      | 2:01:56.9   | 50.2        |
| 15   | Anna Uvarova           | Russia      | 2:02:13.3   | 1:06.6      |
| 16   | Yurema Requena         | Spagna      | 2:02:22.8   | 1:16.1      |
| 17   | Cassandra Patten       | Regno Unito | 2:03:46.7   | 2:40.0      |
| 18   | Marta Recio            | Spagna      | 2:03:57.5   | 2:50.8      |
| 19   | Ekaterina Seliverstova | Russia      | 2:04:34.6   | 3:27.9      |
| 20   | Larisa Ilchenko        | Russia      | 2:04:34.7   | 3:28.0      |
| 21   | Inha Kotsur            | Azerbaigian | 2:05:52.6   | 4:45.9      |
| 22   | Teja Zupan             | Slovenia    | 2:08:06.7   | 7:00.0      |
| 23   | Manon Lammens          | Belgio      | 2:08:13.9   | 7:07.2      |
| 24   | Marta Mayol            | Spagna      | 2:10:04.3   | 8:57.6      |
| 25   | Anna Berbasova         | Ucraina     | 2:16:27.0   | 15:20.3     |
| 26   | Agnes Prohaszka        | Ungheria    | 2:16:28.2   | 15:21.5     |
| 27   | Anastasia Zhidkova     | Azerbaigian | 2:19:53.7   | 18:47.0     |
| 28   | Lucia Vachanova        | Slovacchia  | 2:32:01.0   | 30:54.3     |
|      | Nika Kozamernik        | Slovenia    | ritirata    | ritirata    |
|      | Coralie Codevelle      | Francia     | non partita | non partita |